# 清江镇 (重庆市)
清江镇，是中华人民共和国重庆市荣昌区下辖的一个乡镇级行政单位。

## 行政区划
清江镇下辖以下地区：
分水社区、河中村、塔水村和竹林村。